# Stillinge Kirke
Stillinge Kirke, eller Kirke Stillinge Kirke, er en romansk kirke i Kirke Stillinge, oprindeligt bygget på et tidspunkt i 1100-tallet eller 1200-tallet. I dag er kun skibet tilbage fra den romanske periode - alle andre tilbygninger er gotiske. Kirken består af en blanding af teglsten og kampesten. Inde i kirken kan ses senmiddelalderlige kalkmalerier.
Kirken ligger i Kirke Stillinge Sogn.

## Bygningshistorie
Skibet er det eneste, der er tilbage fra den romanske bygning. Den består af rå og kløvet kampesten side om side med teglsten. Det indikerer at skibet blev bygget længere inde i den romanske periode (1080-1250).
Omkring år 1400 blev det romanske kor nedrevet og et nyt gotisk kor opført, nok af det samme materiale som det fortidige. Korgavlen er prydet med 13 kamtakker i gotisk stil og en blænding. På samme tid kom der nye hvælvinger i skibet, og sakristiet blev bygget. Dåbskapellet er dateret efter kalkmaleriet, og er dermed nok fra ca. 1475. Det vides ikke sikkert hvornår det nordre våbenhus er fra, men det er givetvis også fra ombyggeriet i 1400-tallet. Det søndre våbenhus er sandsynligvis den yngste af de gotiske tilbygninger fra middelalderen. 
Kirken havde oprindeligt en tagrytter, i stedet for det nuværende gotiske tårn. Stormen d. 13-14. februar 1650 nedrev tårnet, og biskop Mynster skrev i sine visitatsdagsbøger at "Kirken tilforn har et højt Taarn, nu er det af Oekonomie ualmindelig lavt". I 1860 blev tårnet forhøjet og fik kamtakker med blændinger, som det har i dag.
Kirken blev i 1864-1865 udsat for en fuldstændig istandsættelse, hvor murværket blev renset og det nuværende rundbuede vinduer blev indbygget. i 1935 blev dele af kirken - østgavlen og sydgavlen - restaureret og delvist ændret. Kirken blev restaureret igen fuldstændigt i 2009

## Ejerhistorie
Kirken var ejet af Antvorskov kloster, men givet til Roskilde bispestol i 1310 ved et mageskifte. Justitsråd Poul Nielsen Rosenpalm til Brorupgaard fik i 1684 patronsret til kirken. Den blev købt af Ludvig Holberg i 1740, og kom under Sorø Akademi ved hans død i 1754. Kirken var under akademiet indtil den gik i selveje i 1935. 
Kirken nævnes i Roskildebispens Jordebog o. 1370, og hørte dengang under Løve Herred, fremfor Slagelse Herred. På dette tidspunkt ejede kirken én plovs land og havde en afgift på to mark. Det var ligeså meget som Sankt Peders og Vor Frue Kirke i Slagelse, mens Skt. Mikkels ejede 11 plovs land og svarede 4 mark

## Kalkmalerier
Kalkmalerierne er malet på fem forskellige tidspunkter uafhængigt af hinanden. Der er spor af geometrisk dekoration fra romansk tid på triumfgavlen, men udover dette er alle kalkmalerierne fra senmiddelalderen og nok alle sammen fra 1400-tallet.

### Ældste kalkmaleri
Det ældste kalkmaleri tilbage er en lille rest fra o. 1400 i korets vestfag. Det har oprindeligt forestillet en martyrs død på et bål, med en knælende kvinde.

### Korets malerier
Ved korets nordside ses det smukkeste og mest fuldendte kalkmaleri, der eksisterer i dag. Det er malet af Kongstedmaleren, der bl.a. har stået bag udsmykningen i Fakse Kirke. Det er ca. fra 1435. Fra venstre ses Jesu fremstilling i templet - Maria løfter Jesus og Simeon tager imod ham. Til højre ses kongernes tilbedelse af Jesusbarnet. Maleriet er fyldt med med planeornamentik, og nederst ses tæpper hængende. Farverne er grå og rødbrune, men grøn spiller den dominerende rolle i maleriet. 

### Sankt Erasmus' martyrdød
På den østlige side af indgangen til dåbskapellet kan man se et maleri fra o. 1475, der forestiller Sankt Erasmus martyrdød. Han står nøgen, kun med bispehue, i en gryde med kogende olie og får sin tarme revet ud. Den grønne farve spiller også her en særlig rolle. 

### Dåbskapellets kalkmalerier
I dåbskapellets hvælving ses kalkmalerier fra o. 1510. I vestkappen ses mødet mellem Joachim og Anna foran bymuren, i baggrunden ses en borg med kanoner. I nordkappen fremstilles bebudelsen: Maria sidder i en have og læser, og englen Gabriel siger: "AVE GRATIA PLENA DOMINUS TECUM …" (hil dig benådede, Herren er med dig). Maria svarer: "ECCE ANCELA DOMINI FIAT MIH VERBUM TUUM SECUNDUM …" (se, jeg er Herrens tjenerinde, lad det ske mig efter dit ord). I østkappen ses Jesu fødsel og de hellige trekongers tilbedelse. Kongernes navn er angivet, og der står på tekstbåndet: "EST REX IUDEORUM …" (Han er jødernes konge).

### Dommedag
Skibet og korets malerier er også fra slutningen af middelalderen, måske fra o. 1520. Oprindeligt har hver hvælving i østkappen haft et maleri. Fra alteret forestillede det Dommedag, den hellige Katharina og en uidentificeret mandlig helgen. I dag er det kun afbildningen af dommedag, der er tilbage - de andre to blev malet over, da de var ganske ødelagte. 
Man ser Jesus siddende på regnbuen, med jorden som sin fodskammel. Straffens sværd og nådens lilje udgør fra hans mund,  sådan som det er er beskrevet i Johannesåbenbaringen. 
Til venstre knæler Maria og til højre knæler Johannes Døberen. Bag ved Maria er de salige i Himmelborgen og Peter i grøn kjortel. Bag ved Johannes Døberen er Helvedsgabet, som de fordømte bliver drevet ind i. 

### Maria Magdalene
På skibets sydvæg, netop når man kommer ind fra våbenhus, ses en fremstilling af Maria Magdalene. Maleriet er ganske smukt, og indeholder en meget rig farveskala, bl.a. gøres brug af blå, som ellers er meget sjældent i gotiske kalkmalerier.

## Galleri
| - Billeder fra kirkens indre - Skibet set mod øst - Fragmenter af døbefonten i dåbskapellet - Fra nordvæggen med Jesus på bordet - Dommedag i skibets 1.fag, hvælvets østkappe - Erasmus' martyrium i åbningen fra skibet til dåbskapellet |